# Saint-Jean-de-Vals
Saint-Jean-de-Vals is een gemeente in het Franse departement Tarn (regio Occitanie) en telt 68 inwoners (2009). De plaats maakt deel uit van het arrondissement Castres.

## Geografie
De oppervlakte van Saint-Jean-de-Vals bedraagt 4,6 km², de bevolkingsdichtheid is dus 14,8 inwoners per km².
De onderstaande kaart toont de ligging van Saint-Jean-de-Vals met de belangrijkste infrastructuur en aangrenzende gemeenten.

## Demografie
Onderstaande figuur toont het verloop van het inwonertal (bron: INSEE-tellingen).